# Trastornos del lenguaje
Las alteraciones, anomalías, perturbaciones o trastornos del lenguaje dificultan, de manera más o menos persistente, la comunicación lingüística, lo que afecta no solo a aspectos lingüísticos (fonológicos, sintácticos o semánticos, tanto en el nivel de comprensión y decodificación como de expresión o producción-codificación), sino también intelectuales y de la personalidad, e interfiere en las relaciones sociales y en el rendimiento escolar, social y familiar de los individuos afectados. Otra alteración a considerar son los denominados retraso del lenguaje, es decir, retardos  en la adquisición de las diferentes etapas del desarrollo cronológico del lenguaje infantil. Debe considerarse a un/a menor con retraso en el lenguaje cuando lo cuantitativo y lo cualitativo de su uso verbal se halla por debajo de la cifra media de los de otros niños de su edad, es decir, cuando continúa dependiendo de gestos para comunicarse y ya debiera estar utilizando signos convencionales verbales, cuando al usar las palabras lo hace de una manera tan deformada en su articulación que su lenguaje es ininteligible, y cuando sólo utiliza determinados elementos gramaticales en el aspecto pragmático, demorándose en la adquisición de otros nuevos elementos lingüísticos.

## Definición
Las primeras clasificaciones incluían bajo la denominación de trastornos del lenguaje únicamente las discapacidades referentes a la función motora de los órganos vocales, excluyendo así perturbaciones centrales, como la afasia, o bien la afonía del emisor o la falta de agudeza auditiva del receptor. En otro extremo se sitúan los que incluyen bajo el concepto todas las discapacidades físicas y mentales que obstaculizan la comunicación verbal, incluyendo la esquizofrenia, la condición de sordo o hipoacúsico, el paladar hendido o alteraciones en la lectura y en la escritura, como la dislexia y la disortografía.
Una posición más moderada consideraría como trastorno del lenguaje las perturbaciones referidas específicamente a la producción y a la recepción del habla, condiciones que excluyen las anomalías del lenguaje que son consecuencia de otros desórdenes, como las características de la esquizofrenia. También se excluirán los que son más propios de trastornos de la voz (disfonías y fenopatías), aunque pueden ser incluidas aquellas alteraciones que, a pesar de ser consecuencia de otros síndromes clínicos, pueden ser recuperables, o aquellos que son en parte consecuencia de trastornos propios del lenguaje.

## Historia

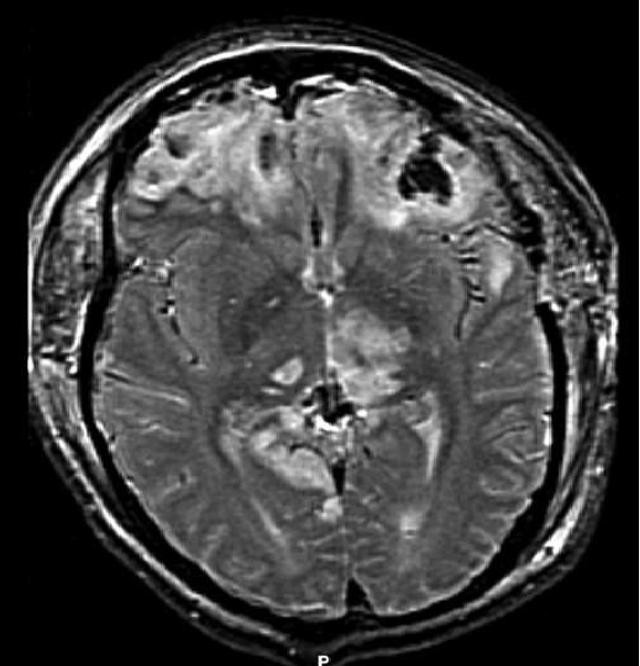
Lóbulo temporal

Broca y Wernicke fueron pioneros en el estudio de los trastornos del lenguaje con el objetivo de localizar las áreas cerebrales específicamente relacionadas con el lenguaje. Las primeras investigaciones revelaron que las áreas de las funciones del lenguaje se sitúan en el hemisferio izquierdo (lateralización del lenguaje), próximas a la unión de los lóbulos temporal, frontal y parietal. Las lesiones en el área de Broca, situada en la circunvolución inferior del lóbulo frontal izquierdo, provocan trastornos del lenguaje, motores y expresivos. Las lesiones en el área de Wernicke, situada en la circunvolución superior del lóbulo temporal izquierdo, producen trastornos de tipo receptivo o sensorial, es decir, que afectan a la comprensión del lenguaje.

## Etiología
El origen de los trastornos del lenguaje puede ser variado. En general, cuándo la causa puede localizarse en una lesión o disfunción cerebral o del sistema nervioso, se emplea el término orgánico, y, si no es posible descubrir causas similares a las mencionadas, se consideran trastornos funcionales (es necesario mencionar que pueden ser causa de trastorno funcional tumores cerebrales, lesiones obstétricas, enfermedades infecciosas del tipo meningitis, heridas craneales, etc.).

## Clasificación
Tratando de unificar criterios referidos a la variedad de taxonomías existentes, y con el fin de proporcionar un conocimiento genérico, podemos clasificar los trastornos del lenguaje en: 

### Trastornos orgánicos
- Disglosias, alteraciones del habla provocadas por anomalías o malformaciones de los órganos encargados de la articulación de los fonemas.
  - Labiales
  - Mandibulares
  - Dentales
  - Linguales
  - Nasales
  - Palatales (paladar hendido)
- Afasia[7][8][9][10]
  - Afasia receptiva/sensorial de Wernicke (sordera verbal o agnosia auditiva, ceguera verbal/alexia o agnosia visual),
  - Afasia expresiva o motora de Broca (apraxia o dispraxia),
  - Afasia mixta (agnosia y apraxia),
  - Afasia evolutiva o del desarrollo (afasia *expresiva del desarrollo y afasia sensorial del desarrollo).
- Alalia
- Disartria

### Trastornos funcionales o articulatorios
- Dislalia.[11]
- Trastornos específicos del lenguaje
- Disfemia o tartamudez.
- Retraso simple del lenguaje

### Trastornos, no atribuibles a disfunciones, asociados a cuadros clínicos
- Autismo.
- Deficiencia mental.
- Mutismo selectivo.
- Parálisis cerebral.
- Dislexia; disgrafía; disortografía.